# Tommi Eronen
Tommi Johannes Eronen (* 18. September 1968 in Kuopio) ist ein finnischer Schauspieler.

## Leben
Seit seinem Debüt in einer kleinen Nebenrolle in dem 1993 ausgestrahlten Fernsehfilm Takatöölö story ist Tommi Eronen als Schauspieler tätig. Er war seitdem in über 60 Film- und Fernsehproduktionen zu sehen. Für seine beiden Darstellungen in Bad Luck Love und Sauna wurde er jeweils als Bester Nebendarsteller für einen Jussi nominiert, wobei er ersteren auch gewann. Außerdem wurde er 2007 bei den European Shooting Stars als Bester Nachwuchsschauspieler ausgezeichnet.
Bis 2012 war Eronen mit der Schauspielerin Ria Kataja verheiratet. Sie haben zwei gemeinsame Kinder.

## Filmografie
- 1993: Takatöölö story
- 1999: Ambush 1941 – Spähtrupp in die Hölle (Rukajärven tie)
- 2000: Bad Luck Love
- 2006: Jade-Krieger (玉武士)
- 2008: Sauna
- 2016: Bordertown (Sorjonen, Fernsehserie, zwei Folgen)
- 2017: Die andere Seite der Hoffnung (Toivon tuolla puolen)
- 2024: Neuigkeiten aus Lappland (Ohjus)